# Victoria Falls (ville)
Pour les chutes, voir Chutes Victoria.
Victoria Falls est une ville de la province du Matabeleland septentrional au Zimbabwe. 

## Géographie
Elle se situe sur la rive sud du Zambèze, à l'extrémité ouest des chutes Victoria. Elle est reliée par route et par train à la ville de Hwange à 109 km et à celle de Bulawayo, à 440 km. 
Le recensement de 2012 lui attribue une population de 33 060 habitants. L'aéroport est situé 18 km au sud et accueille des vols vers Johannesburg et la Namibie.

## Histoire
Son établissement date de 1901, lorsque la possibilité d'utiliser les chutes pour produire de l'électricité est envisagée ; elle s'agrandit lorsque le chemin de fer atteint la ville un peu avant l'ouverture en avril 1905 du pont des chutes Victoria qui relie le Zimbabwe avec Livingstone, en actuelle Zambie.

## Économie
Elle devient le principal centre touristique pour les chutes, connaissant un « boom économique » des années 1930 aux années 1960 et des années 1980 au début des années 1990.

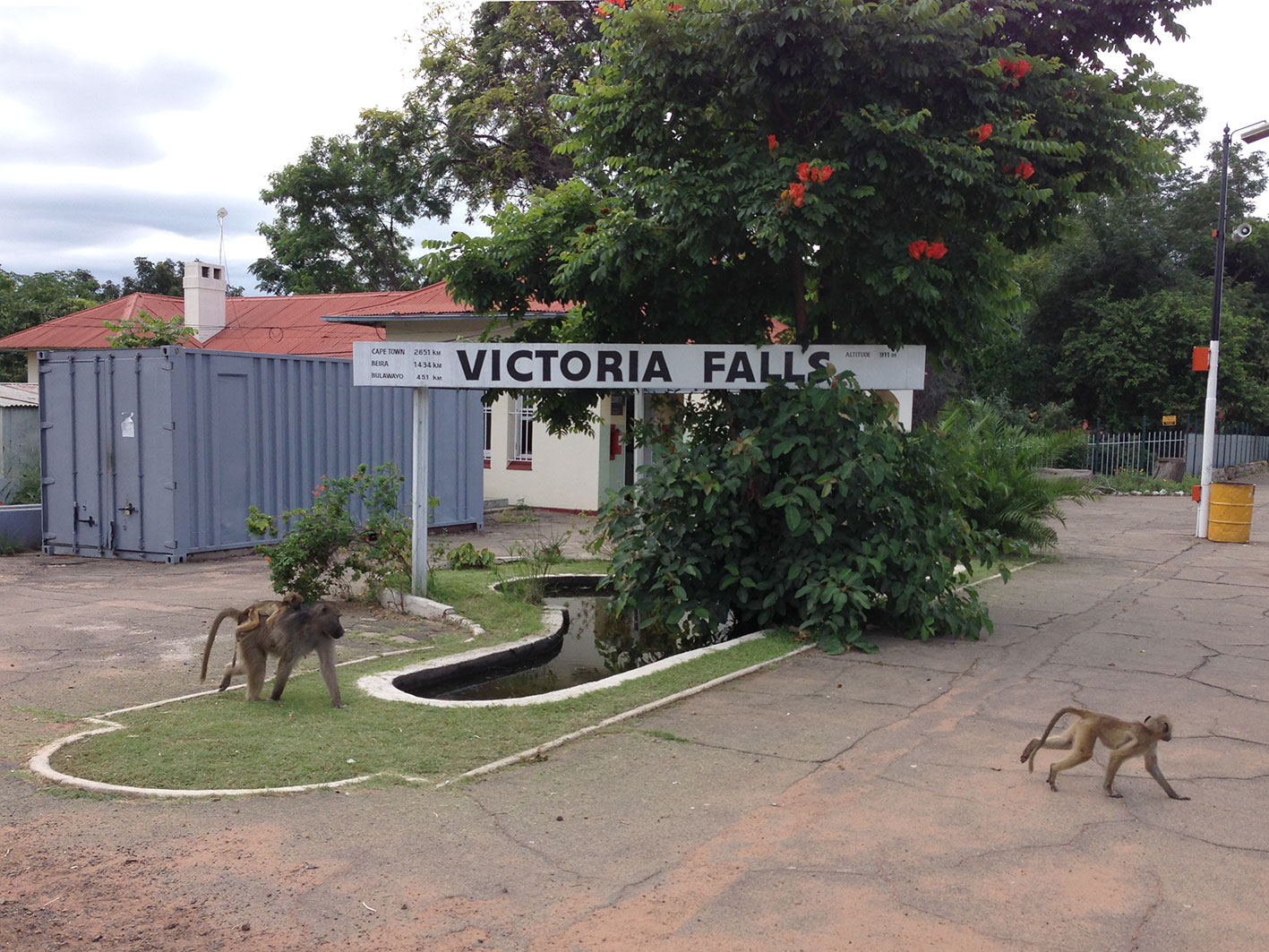
Babouins à la gare de Victoria Falls.
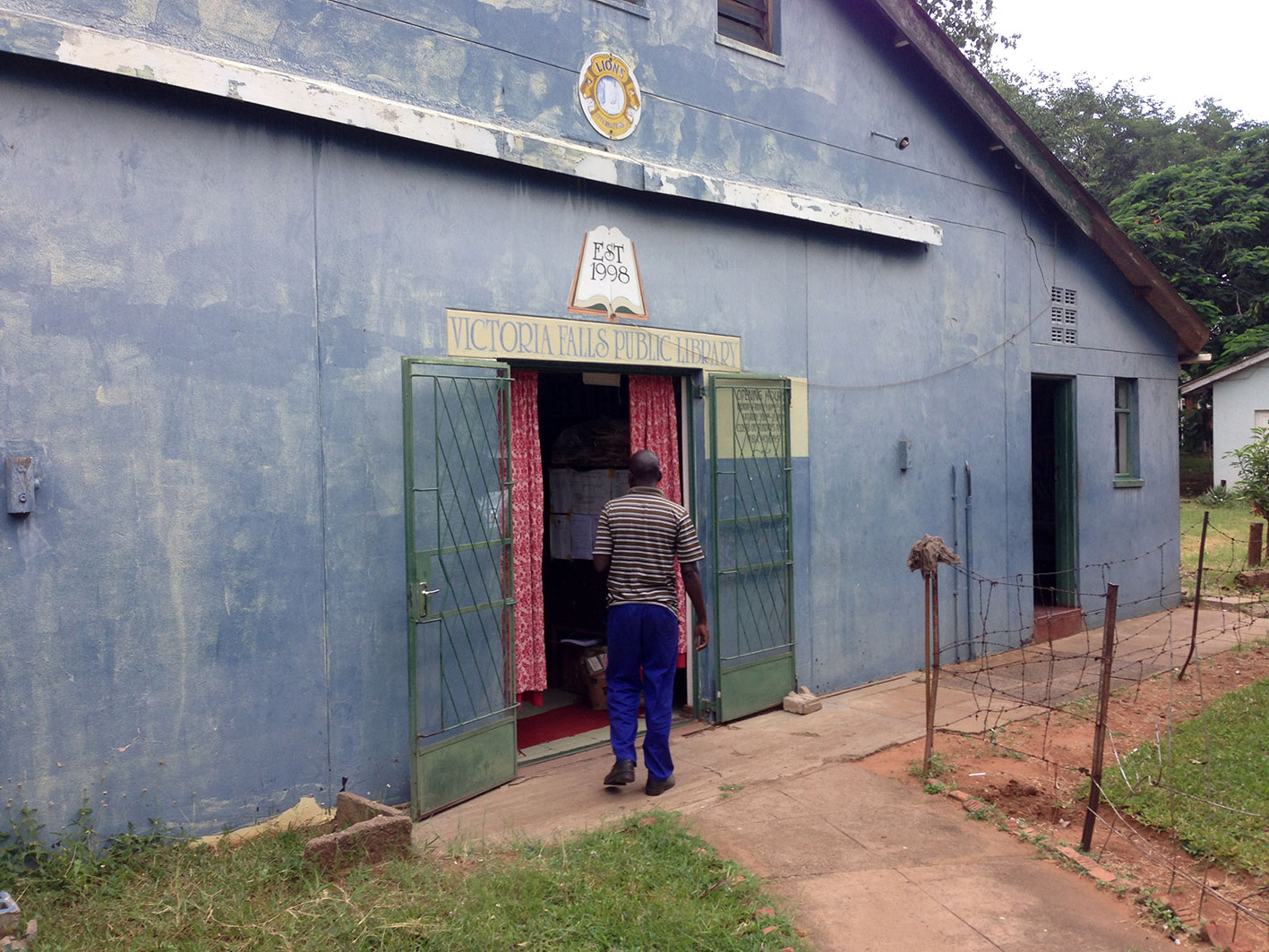
Bibliothèque publique de Victoria Falls.
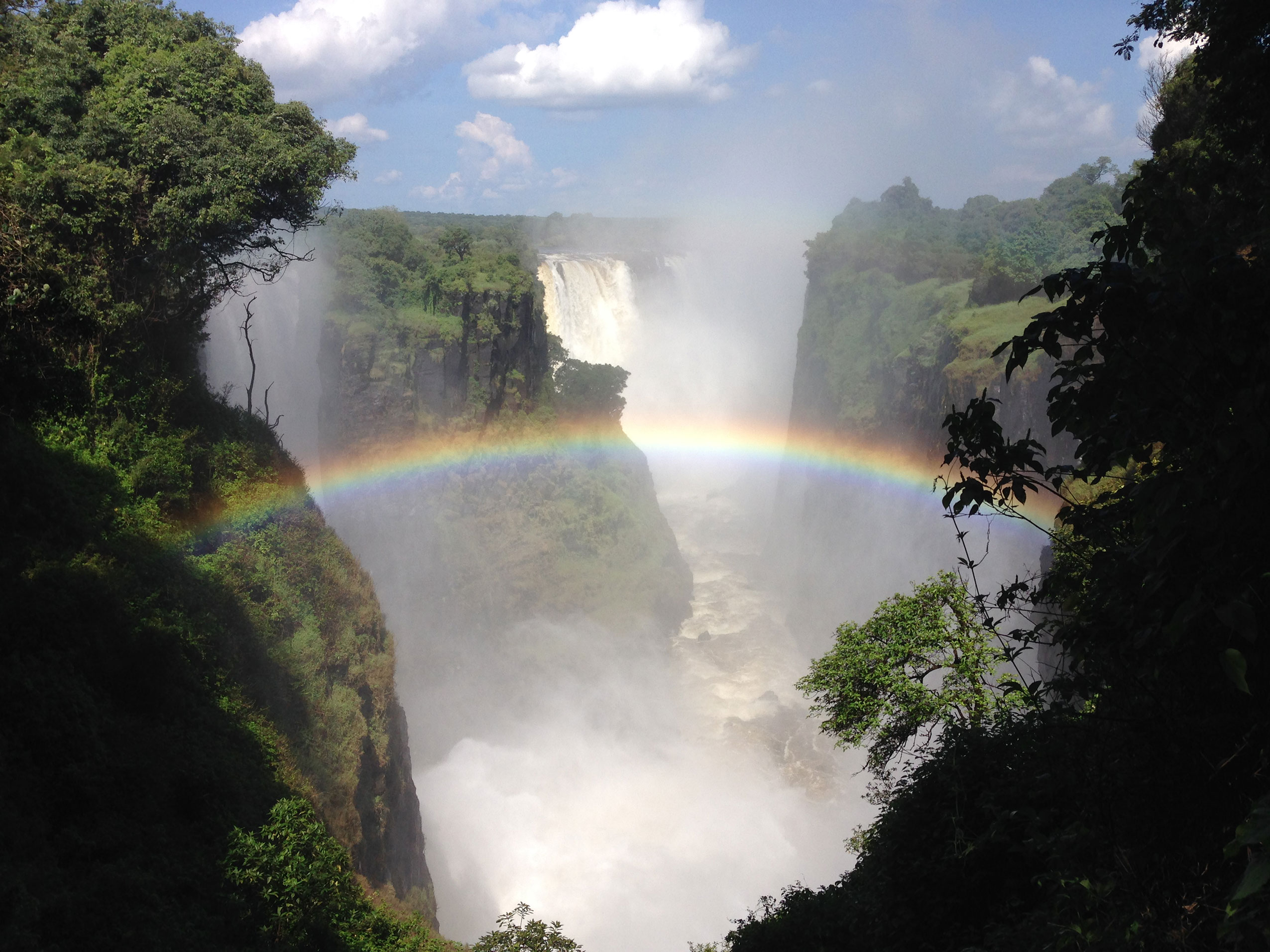
Victoria Falls, vue vers l'est.
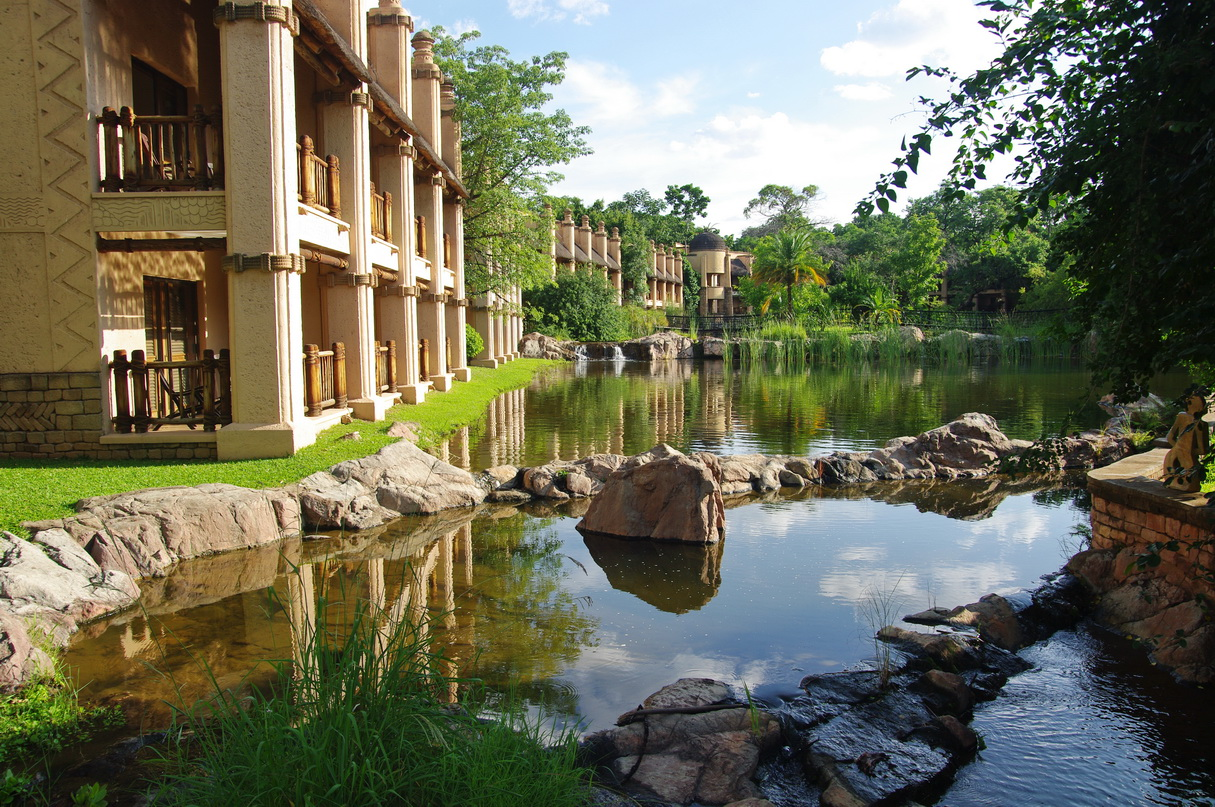
Bâtiments touristiques à Victoria Falls.